# Глазиніно
Глазиніно (рос. Глазынино) — село у Одинцовському районі Московської області Російської Федерації

## Розташування
Село Глазиніно входить до складу міського поселення Одинцово, воно розташовано на південь від Одинцова, поруч із Можайським шосе. Найближчі населені пункти, Вирубово, Будинку відпочинку «Озера», Губкіно. Найближча залізнична станція Одинцово.

## Населення
Станом на 2010 рік у селі проживало 86 людей